# Dobrova pri Dravogradu
Dobrova pri Dravogradu este o localitate din comuna Dravograd, Slovenia, cu o populație de 170 de locuitori.